# ヴェイッラーネの戦い

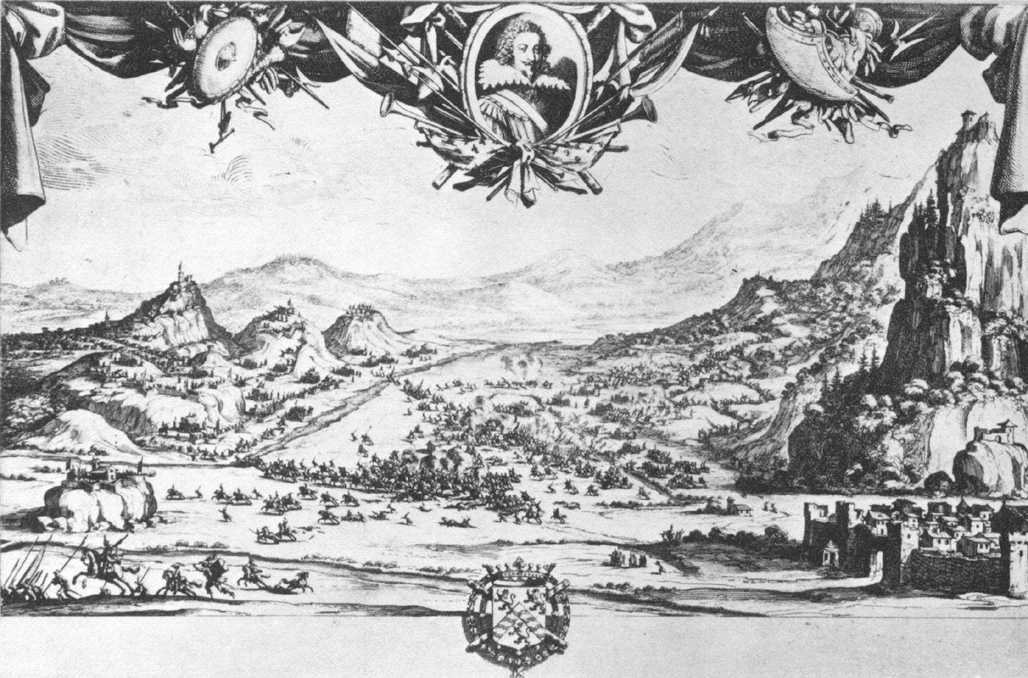
ヴェイッラーネの戦い、ジャック・カロ作

ヴェイッラーネの戦い（ヴェイッラーネのたたかい、英語: Battle of Veillane）、またはアヴィッリアーナの戦い（アヴィッリアーナのたたかい、英語: Battle of Avigliana）は1630年7月10日、アンリ2世・ド・モンモランシー率いるフランス軍とカルロ・ドーリア率いるスペイン軍が戦い、フランスが決定的な勝利を収めた戦闘。

## 背景
マントヴァ継承戦争中、リシュリュー枢機卿はマントヴァの継承に介入するためにモンモランシー率いるフランス軍にサヴォイアを侵攻させた。これは開戦事由だったが、実際はサヴォイア公カルロ・エマヌエーレ1世をハプスブルク家（スペイン王フェリペ4世と神聖ローマ皇帝フェルディナント2世）との同盟から離脱させて、イタリアとドイツにおけるハプスブルク家領、およびスペイン領ネーデルラントの連絡を切断するためだった。

## 戦闘
フランス軍の指揮官モンモランシー将軍は溝を越える突撃で憲兵隊を率い、自らの手でドーリアを捕虜にした。彼はスペイン軍が撤退するまで一介の兵士として戦ったという。スペイン軍は死傷者約700、捕虜600を出した。

## その後
この勝利はサヴォイアとその同盟者が1週間後にマントヴァを占領するのを防げなかったが、カッサールの包囲を解かせ、サルッツォを占領する結果をもたらした。この功績でモンモランシーは同年フランス元帥に叙された。
このピエモンテ戦役の結果はフランスの戦略上の敗北をひっくり返し、1631年に締結されたケラスコ条約はフランスに有利なものとなった。